# Circomphalus foliaceolamellosus
Espèce
Circomphalus foliaceolamellosus est une espèce de mollusques bivalves de la famille des Veneridae.
Valve droite et gauche du même spécimen:

Valve droite
Valve gauche

## Synonymie
- Venus foliaceolamellosa Dillwyn, 1817
- Venus plicata Gmelin, 1791
- Venus pacifica Röding, 1798

## Philatélie
Ce coquillage figure sur une émission de l'Angola de 1974 (0,50 $) avec la légende Venus foliaceo lamellosa Schröter.